# Turris faleiroi
Turris faleiroi is een slakkensoort uit de familie van de Turridae. De wetenschappelijke naam van de soort is voor het eerst geldig gepubliceerd in 1998 door Kilburn.